# August Leo (Politiker)
August Leo (* 27. November 1861 in Teterow; † 1. Mai 1946 in Rostock) war ein deutscher evangelisch-lutherischer Geistlicher und Politiker (DNVP).

## Leben
Leo besuchte das Gymnasium Carolinum in Neustrelitz. Ab Ostern 1882 studierte er Evangelische Theologie an den Universitäten Rostock, Leipzig und Erlangen. Nach seinem Examen war er zunächst als Lehrer am Realgymnasium Ludwigslust tätig. 1890 erhielt er seine erste Pfarrstelle in Cramon. 1892 wurde er 2. Pastor in  Ludwigslust, 1897 1. Pastor.  1901 wechselte er als 3. Domprediger an den Schweriner Dom, wo er 1906 in die Stelle des 2. Dompredigers aufrückte. 1907 ernannte ihn der Großherzog zum Superintendenten des Kirchenkreises Malchin. Ab 1916 war er Vorsitzender der landeskirchlichen Prüfungskommission. 1918 erhielt er den Titel Konsistorialrat. 1921 war er Mitglied der verfassunggebenden Landessynode.
Seit 1903 war Leo Mitglied im Verein für mecklenburgische Geschichte und Altertumskunde.

## Abgeordneter
1919 wurde August Leo als Nachrücker für Bernhard Awolin Abgeordneter im Verfassunggebenden Landtag von Mecklenburg-Schwerin.